# Karen Young (actrice)
Karen Young (Pequannock Township (Morris County (New Jersey)), 29 september 1958) is een Amerikaanse actrice.

## Biografie
Young werd geboren in de township Pequannock Township (Morris County (New Jersey)), en heeft gestudeerd aan de Rutgers-universiteit in New Brunswick (New Jersey). Na het halen van haar diploma verhuisde zij naar New York om zich te richten op haar carrière als actrice.
Young begon in 1984 met acteren in de film Handgun. Hierna heeft zij nog meerdere rollen gespeeld in films en televisieseries zoals Birdy (1984), Jaws: The Revenge (1987), Daylight (1996), The Sopranos (2002-2006) en Law & Order: Special Victims Unit (2011).
Young is getrouwd geweest met Tom Noonan en zij hebben samen twee kinderen, een zoon en een dochter.

## Filmografie

### Films
Uitgezonderd korte films.
- 2012 The Sumo Wrestler - als Kathy
- 2011 The Orphan Killer – als zuster Mary
- 2011 Warrior Woman – als Alice
- 2011 The Green – als Janette
- 2010 Conviction – als Elizabeth Waters
- 2010 Twelve Thirty – als Vivien
- 2010 Two Gates of Sleep – als Bess
- 2009 Handsome Harry – als Muriel
- 2008 Bonne année – als Ellen
- 2008 Restless – als Yolanda
- 2005 Vers le sud – als Brenda
- 2005 Factotum – als Grace
- 2001 Falling Like This – als Dolly
- 2000 Mercy – als Mary
- 1999 Joe the King – als Theresa Henry
- 1998 Pants on Fire – als Diedre Grogan
- 1997 On the Edge of Innocence – als Victoria Tyler
- 1996 Daylight – als Sarah Crighton
- 1995 The Wife – als Arlie
- 1992 Hoffa – als jonge vrouw op RTA
- 1992 Drug Wars: The Cocaine Cartel – als Faye Vaughan
- 1991 The Boy Who Cried Bitch – als Candice Love
- 1991 The 10 Million Dollar Getaway – als Theresa
- 1991 The Summer My Father Grew Up – als Chandelle
- 1989 Night Game – als Roxy
- 1989 Little Sweetheart – als Dorothea
- 1988 Wild Things – als Jane
- 1988 Torch Song Trilogy – als Laurel
- 1988 Criminal Law – als Ellen Faulkner
- 1987 Jaws: The Revenge – als Carla Brody
- 1986 The High Price of Passion – als Robin Benedict
- 1986 Heat – als Holly
- 1986 Nine 1/2 Weeks – als Sue
- 1985 Night Magic – als Doubt
- 1985 Almost You – als Lisa Willoughby
- 1984 Birdy – als Hannah Rourke
- 1984 Maria's Lovers – als Rosie
- 1984 Handgun – als Kathleen Sullivan

### Televisieseries
Uitgezonderd eenmalige gastrollen.
- 2011 Law & Order: Special Victims Unit – als dr. Meg Whitmere – 2 afl.
- 2002 – 2006 The Sopranos – als agent Robyn Sanseverino – 10 afl.

- Bibliothèque nationale de France: cb13979498d (data)
- Gemeinsame Normdatei: 1228992142
- International Standard Name Identifier: 0000 0001 0911 0968
- Library of Congress Control Number: n93095752
- Système universitaire de documentation: 088520129
- Virtual International Authority File: 66659421
- WorldCat: E39PBJhCGxwCWpTPWCXJ4BFqcP